# Почаевец, Виктор Степанович
Виктор Степанович Почаевец (9 июня 1941, Москва — 13 февраля 2018, Брянск) — советский и российский педагог, заслуженный учитель школы РСФСР (1990), Почётный железнодорожник (1993), лауреат премии Президента Российской Федерации в области образования (2005).

## Биография
Родился в семье военнослужащего Почаевца Степана Ивановича (погиб на фронте в 1942 году). Мать- Левченко Тамара Максимовна (1920—1996) — служащая, выехала во время Великой Отечественной войны в эвакуацию на Урал с двумя маленькими детьми (5-летним Эдуардом и месячным Виктором). До семнадцати лет В. С. Почаевец проживал в Курганской области.
В 1963 году В. С. Почаевец окончил факультет электрификации железных дорог Московского ордена Ленина и ордена Трудового Красного Знамени института инженеров железнодорожного транспорта, с этого же года работал преподавателем в Брянском филиале МИИТ (в прошлом — «Брянский железнодорожный техникум Московский железной дороги Министерства Путей Сообщения»).

## Награды и премии
В 1990 г. В. С. Почаевцу присвоено звание «Заслуженный учитель школы РСФСР», в 1993 г. награждён знаком «Почетному железнодорожнику».
За большую методическую работу и успехи в подготовке молодых специалистов среднего звена для железнодорожного транспорта в 1995 г. В. С. Почаевцу присвоено звание «Отличник среднего специального образования».
В 2003 г. награждён Почетной грамотой Всероссийского выставочного Центра за созданную им учебную литературу.
В 2005 г. стал лауреатом премии Президента Российской Федерации в области образования за учебник «Электрические подстанции».

## Организаторская деятельность
Являясь председателем Всероссийского учебно-методического совета преподавателей специальности «Электроснабжение на железнодорожном транспорте», В. С. Почаевец принимал участие в разработке государственных образовательных стандартов 2-го и 3-го поколений.

## Направления трудовой деятельности и творчества
За 50 лет педагогической работы Виктор Степанович подготовил и выпустил более 3 тысяч специалистов энергетического хозяйства железнодорожного транспорта, создал лаборатории «Электрические подстанции» и «Автоматизированные системы устройств электроснабжения».
В. С. Почаевец является автором ряда учебников, учебных пособий по специальности, также им разработан и издан в учебно-методическом центре на железнодорожном транспорте (г. Москва) альбом плакатов «Электрооборудование и аппаратура электрических подстанций», не один десяток методических пособий по дисциплинам, проведению лабораторных и практических работ, использованию учебных полигонов и лабораторий.

## Учебники
- Овласюк В. Я., Почаевец В. С., Сухопрудский Н. Д. «Автоматика и телемеханика электроснабжающих устройств.» — Москва: Транспорт, 1989 г.
- Почаевец В. С. «Электрические подстанции.» — Москва: Желдориздат, 2001 г.
- Почаевец В. С. «Автоматизированные системы управления устройствами электроснабжения железных дорог.» — Москва: Маршрут, 2003 г.
- Почаевец В. С. «Введение в специальность. Электроснабжение на железнодорожном транспорте.» — Москва: Маршрут, 2005 г.
- Почаевец В. С. «Защита и автоматика устройств электроснабжения.» — Москва: Транспортная книга, 2007 г.